# Sărituri în apă la Universiada de vară din 1981
Probele sportive de sărituri în apă la Universiada de vară din 1981 s-au desfășurat în perioada 20-28 iulie 1981 la București, România. Toate probele au avut loc la Ștrandul Tineretului.

## Medaliați

### Masculin
| Probă              | Aur                  | Argint                  | Bronz                  |
| 3 metri trambulină | Serghei Kuzmin (URS) | Aleksandr Portnov (URS) | Li Kongzheng (CHN)     |
| 10 metri platformă | Li Hongping (CHN)    | Veaceslav Troșin (URS)  | Vladimir Aleinik (URS) |

## Clasament pe medalii
| Loc   | Țară                       | Aur | Argint | Bronz | Total |
| ----- | -------------------------- | --- | ------ | ----- | ----- |
| 1     | China                      | 3   | 1      | 1     | 5     |
| 2     | Uniunea Sovietică          | 1   | 2      | 2     | 5     |
| 3     | Statele Unite ale Americii | 0   | 1      | 0     | 1     |
| 4     | România                    | 0   | 0      | 1     | 1     |
| Total | Total                      | 4   | 4      | 4     | 12    |